# Heywood Edwards

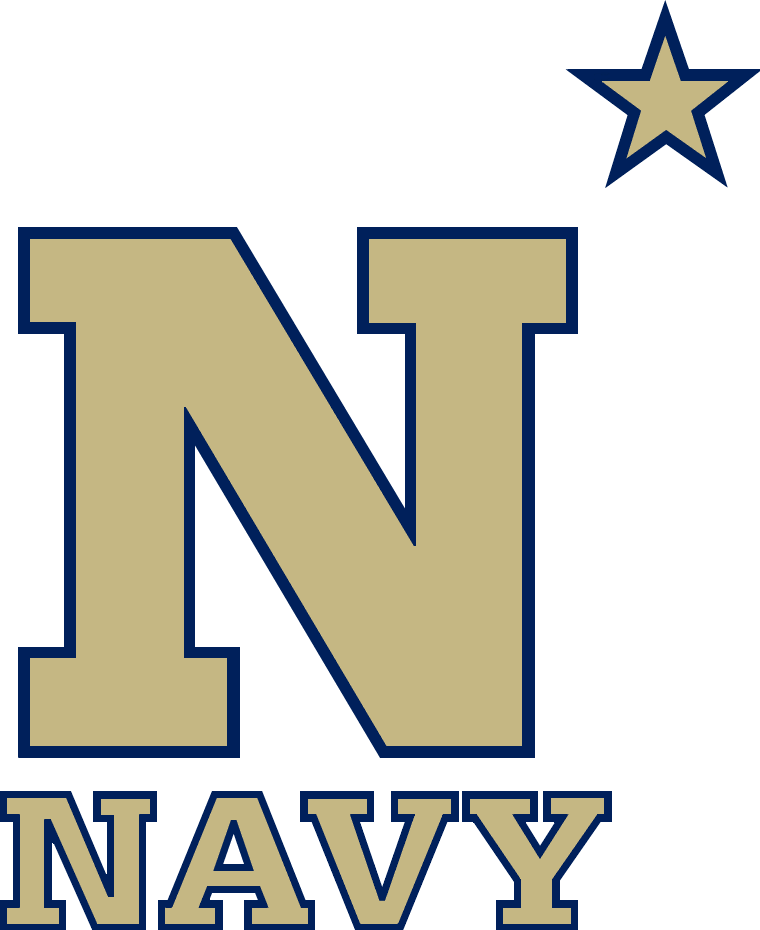
Zawodnik Navy Midshipmen

Heywood Lane Edwards (ur. 9 listopada 1905 w San Saba, zm. 31 października 1941 na Oceanie Atlantyckim) – amerykański zapaśnik walczący w stylu wolnym. Olimpijczyk z Amsterdamu 1928, gdzie zajął czwarte miejsce w wadze półciężkiej.
Zawodnik San Saba High School i United States Naval Academy. Mistrz Amateur Athletic Union w 1928 roku.
Zginął podczas zatopienia niszczyciela USS „Reuben James”.

## Letnie Igrzyska Olimpijskie 1928
| Konkurencja      | Rundy eliminacyjne      | Rundy eliminacyjne        | Rundy finałowe         | Rundy finałowe        | Rundy finałowe         | Klas. końcowa |
| Konkurencja      | Ćwierćfinał             | Półfinał                  | Finał                  | Repasaże o 2. miejsce | O 3. miejsce           | Miejsce       |
| ---------------- | ----------------------- | ------------------------- | ---------------------- | --------------------- | ---------------------- | ------------- |
| 87 kg styl wolny | Edil Rosenqvist (FIN) Z | Joseph Van Assche (BEL) Z | Thure Sjöstedt (SWE) P | Arnold Bögli (SUI) P  | Henri Lefèbvre (FRA) P | 4.            |